# آئدن استنلی
آئدن استنلی (انگلیسی: Aedan Stanley؛ زادهٔ ۱۳ دسامبر ۱۹۹۹) بازیکن فوتبال اهل ایالات متحده آمریکا است.
وی همچنین در تیم ملی فوتبال United States U18 بازی کرده‌است.